# Мари (принцесса Дании)
Её Королевское Высочество Мари (фр. Marie Agathe Odile Cavallier; род. 6 февраля 1976 Париж Франция) — принцесса Датская, графиня Монпеза.
Вторая супруга Его Королевского Высочества Иоахима, принца Датского графа Монпеза. Невестка королевы Дании Маргрете II.

## Биография
Родилась 6 февраля 1976 года в Париже. Единственная дочь Алена Кавалье (Alain Cavallier) и Франсуазы Грассио (Françoise Grassiot). После развода родителей переехала в Женеву (Швейцария).
Принцесса посещала начальную школу в Париже в 1981-1989 гг. В 1989 г. Мари поступила в школу-интернат Beau-Soleil International Boarding School (Виллар-сюр-Оллон, кантон Во, Швейцария), которую окончила в июне 1993 года. В 1994-1995 гг. училась на факультете экономики в Женевском университете, после, в 1995-1997 гг. принцесса Мари изучала международный бизнес и экономику в Babson College (Бостон, штат Массачусетс, США). Мари имеет степень бакалавра искусств (Bachelor of Arts) Marymount Manhattan College (Нью-Йорк), где она училась в 1997-1999 гг.
Принцесса Мари владеет французским, датским, английским, итальянским, испанским языками. 
24 мая 2008 года вышла замуж за Иоахима, принца Датского и получила титул принцессы Датской, графини Монпеза.
4 мая 2009 года у супругов родился сын. 26 июля 2009 года при крещении принц получил имя Хенрик Карл Иоахим Ален (англ. Henrik Carl Joachim Alain). Среди крёстных были кронпринцесса Мэри Датская и Шарль Кавалье (единокровный брат Мари).
24 августа 2011 года было объявлено о том, что в конце января 2012 года супруги ожидают второго ребёнка.
24 января 2012 года у принцессы Марии и принца Йоакима родилась дочь Афина Маргарита Франсуаза Мари.

## Награды
- Дания Орден Слона
- Дания 11 июня 2009: Памятная медаль «75 лет со дня рождения принца Хенрика»
- Дания 16 апреля 2010: Памятная медаль «70 лет со дня рождения королевы Маргрете II»
- Дания 14 января 2012: Памятная медаль Рубинового юбилея королевы Маргрете II
- Дания 16 апреля 2015: Памятная медаль «75 лет со дня рождения королевы Маргрете II»
- Греция: Большой крест ордена Добродетели
- Финляндия: Большой крест ордена Белой розы
- Норвегия 2014: Дама Большого креста ордена Святого Олафа
- Нидерланды 17 марта 2015: Дама Большого креста ордена Короны
- Мексика 13 апреля 2016: Дама Большого креста ордена Ацтекского орла
- Исландия 24 января 2017: Дама Большого креста ордена Сокола
- Бельгия 28 марта 2017: Дама Большого креста ордена Леопольда II
- Франция 7 апреля 2017: Великий офицер ордена Почётного легиона